# MC Ren
MC Ren, настоящее имя Лоренцо Джеральд Паттерсон (англ. Lorenzo Jerald Patterson; 16 июня 1969, Комптон) — американский рэпер, бывший участник группы N.W.A.

## Биография

### Ранние годы
MC Ren родился и вырос в Комптоне, учился в средней школе Домингес. После её окончания, в возрасте 17 лет собирался отправиться в армию, но изменил своё мнение после посещения вместе с Eazy-E концерта Biz Markie. Позже вступил в гангста-рэп группу N.W.A., чему поспособствовал Eazy.

### Сольная карьера
После распада N.W.A в 1991 году MC Ren начинает сольную карьеру. Он выпускает свой дебютный мини-альбом вместе с Eazy-E на лейбле Ruthless Records в 1992 году под названием Kizz My Black Azz с синглами «The Final Frontier» и «Behind The Scene». Альбом стал платиновым и добрался до 12-го места в чартах Billboard. В конце 1993 года появился его первый полноформатный сольный альбом «Shock Of The Hour», занявший первое место в чарте Billboard Top R&B and Hip-hop Albums. Также он участвовал в работе над последним треком Eazy-E — «The Muthaphukkin’ Real» в декабре 1994 года, за несколько месяцев до смерти Eazy от СПИДа. В 1998 году MC Ren выпускает альбом Ruthless for Life — последний альбом на Ruthless Records, снискавший хорошие отзывы критиков и поклонников. На этот альбом он пригласил именитых рэперов, таких как Snoop Dogg, Ice Cube, Eightball и RBX. Трек Ruthless for Life был посвящён памяти Eazy-E. В 2000 году он присоединился к туру Up in Smoke Tour, где исполнил трек «Hello» вместе с Ice Cube. В 2004 году MC Ren снялся в фильме «Lost in the Game», после чего был выпущен диск с саундтреком к фильму. В 2009 году MC Ren закончил свой пятый студийный альбом «Renincarnated», который был выпущен под собственным лейблом Villain Entertainment 31 октября 2009 года. «Renincarnated» был выпущен только в США.

## Дискография

### Сольные альбомы
- 1993 - Shock Of The Hour
- 1996 - The Villain In Black
- 1998 - Ruthless For Life
- 2009 - Renincarnated

### EP
- 1992 - Kizz My Black Azz

### В составе N.W.A.
- 1987 - N.W.A. And The Posse (Трэк: 8 Ball)
- 1988 - Straight Outta Compton
- 1990 - 100 Miles And Runnin'
- 1991 - Niggaz4Life